# 静岡市立清水第四中学校
静岡市立清水第四中学校（しずおかしりつ しみずだいよんちゅうがっこう）は、静岡県静岡市清水区に所在する公立中学校。

## 沿革
- 1947年 - 清水市立第四中学校として開校。
- 1949年 - 校章、校歌制定。
- 1959年 - プール完成
- 1968年 - 体育館完成
- 1986年 - 新校舎完成
- 2003年 - 静岡市立清水第四中学校に改称。

## 小学校区
- 静岡市立清水不二見小学校（清水区上力町、沼田町、向田町、村松原二丁目については清水第三中学校に変更可）
- 静岡市立清水駒越小学校

## 著名な卒業生
- 岩崎優（野球選手）
- 野々村芳和（サッカー選手）
- 服部年宏（サッカー選手）
- 櫻田和樹（サッカー選手）
- 石川亜沙美（モデル、タレント）
- 松本奈菜子（陸上選手）[1]

## アクセス
- しずてつジャストライン山原梅蔭寺線 ｢清水第四中学校前｣停留所から、徒歩2分